# High Roding
High Roding lub High Roothing – wieś i civil parish w Anglii, w hrabstwie Essex, w dystrykcie Uttlesford. W 2001 miejscowość liczyła 471 mieszkańców.